# Cumbaya obstinata
Cumbaya obstinata är en fjärilsart som beskrevs av Paul E. Whalley 1971. Cumbaya obstinata ingår i släktet Cumbaya och familjen Thyrididae. Inga underarter finns listade i Catalogue of Life.